# Islamic Cultural Center of New York

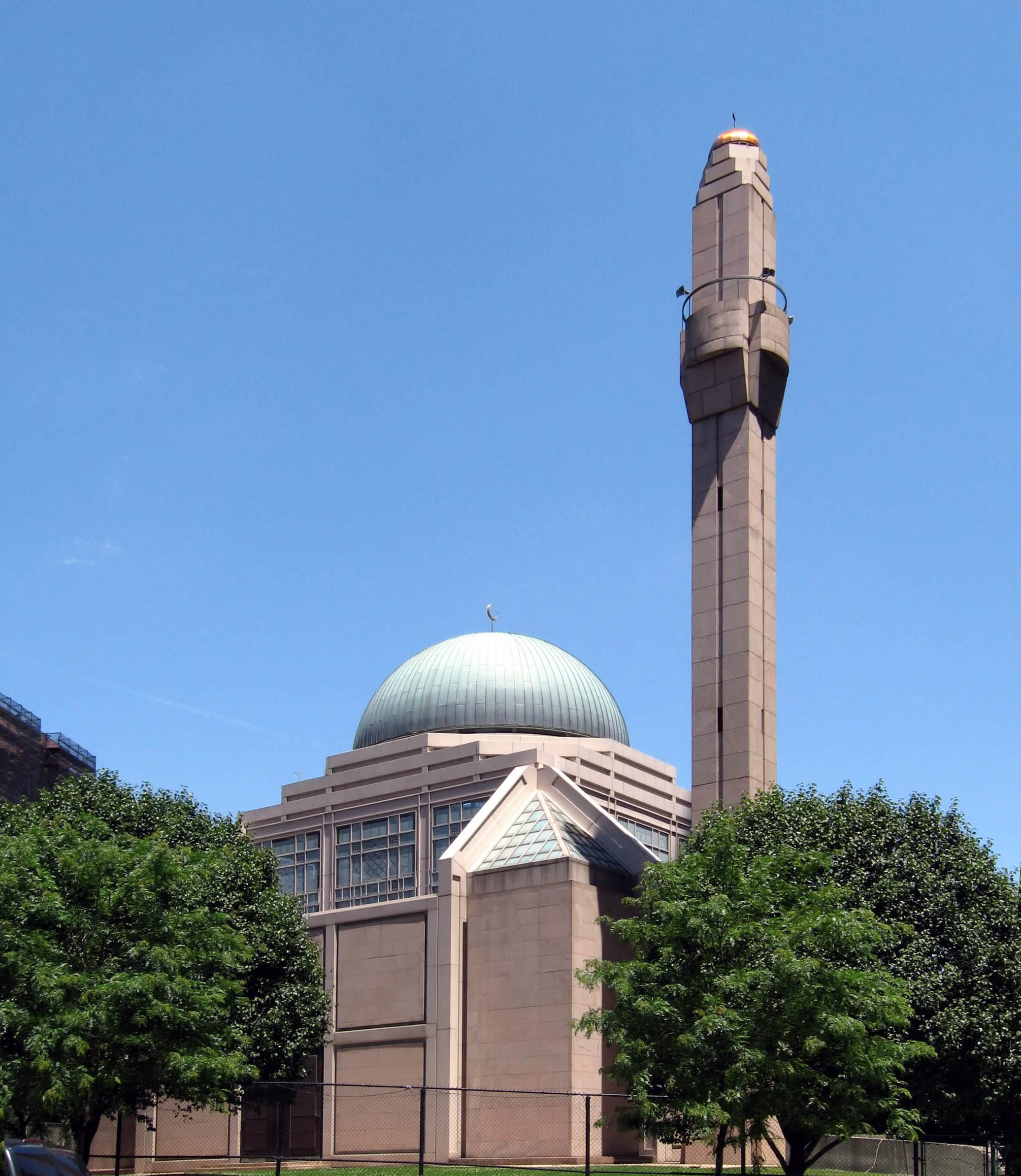
Islamic Cultural Center

Das Islamic Cultural Center of New York ist eine Moschee sowie ein islamisches Kulturzentrum im New Yorker Stadtbezirk Manhattan in den Vereinigten Staaten. Es befindet sich an der 1711 Third Avenue, zwischen der East 96th Street und der 97th Street. Das Islamic Cultural Center war die erste Moschee, die in New York City erbaut wurde.

## Errichtung
Pläne für ein großes islamisches Kulturzentrum in New York entstanden ursprünglich schon in den 1960er Jahren. Nach Jahren der Verzögerung, innerhalb derer man in muslimischen Ländern Spenden für den Bau sammelte und ein ausgedehnter Prozess der Umsiedlung der bisherigen Mieter vonstattenging, begann schließlich im Oktober 1984 der Abriss des Gebäudes, das Platz für die Moschee machen sollte. Die Errichtung der Moschee begann am 28. Mai 1987 – damals der letzte Tag des Ramadan. Der Grundstein für das Minarett wurde am 26. September 1988 gelegt.
Der Bau verzögerte sich während der irakischen Invasion in Kuwait und dem anschließenden Zweiten Golfkrieg. Die Moschee wurde am 15. April 1991 eröffnet, wiederum anlässlich des Eid ul-Fitr.
Letztendlich spendeten mehr als 46 mehrheitlich muslimische Länder gemeinsam eine Summe von insgesamt 17 Millionen US-Dollar um die Baukosten zu decken. Die Moschee wurde entworfen von dem Chicagoer Architekturbüro Skidmore, Owings and Merrill.

## Kontroversen zu den Anschlägen vom 11. September 2001
Zwei Imame des Islamic Cultural Center gaben umstrittene Äußerungen von sich; der Ägypter Sheik Muhammad Gemeaha sagte in einem Interview im Oktober 2001, dass „nur die Juden“ imstande gewesen wären, die Anschläge vom 11. September durchzuführen, und „wenn das amerikanische Volk davon wissen würde, würden sie mit den Juden das gleiche wie Hitler machen“. Er behauptete des Weiteren, dass „wie Allah es dargelegt hat“, die Juden an „der Ausbreitung von Korruption im Land Schuld hätten und verantwortlich für die Verbreitung von Häresie, Homosexualität, Alkoholismus und Drogen“ sind. Gemeaha erteilte dieses Interview eine Woche, nachdem er seine Stellung als Imam des Islamic Cultural Center plötzlich aufgegeben hatte und in seine Heimat Ägypten zurückkehrte.
Der Nachfolger von Gemeaha, Omar Saleem Abu-Namous, verurteilte zwar die Anschläge, sagte aber auch, dass es keine eindeutigen Beweise gäbe, dass Muslime dafür verantwortlich wären.